# Franz Wilhelm Suren
Franz Xaver Anton Wilhelm Clemens Suren (* 17. Oktober 1766 in Salzkotten; † 11. Januar 1810 ebenda) war ein deutscher Salinenbesitzer und Abgeordneter der Reichsstände des Königreichs Westphalen.

## Leben
Franz Wilhelm Suren wurde als Sohn des Salzkottener Bürgermeisters Franz Joseph Suren und dessen Gemahlin Maria Sibylla Cosar geboren. Nach einem Studium an den Universitäten in Paderborn und Münster war er von 1791 an Ratsmitglied und von 1800 bis 1803 Regierender Bürgermeister in Salzkotten. Vom 2. Juni 1808 bis zu seinem Tode war er als Grundbesitzer für das Fulda-Departement Abgeordneter der Reichsstände des Königreichs Westphalen. Er war mit Maria Anna Westphalen verheiratet.

## Sonstiges
Franz Wilhelm Suren war Miteigentümer der Saline Salzkotten.